# Cercosaura phelpsorum
Cercosaura phelpsorum — вид ящірок родини гімнофтальмових (Gymnophthalmidae). Ендемік Венесуели. Вид названий на честь американського орнітолога Вільяма Генрі Фелпса.

## Поширення і екологія
Cercosaura phelpsorum мешкають на схилах тепуїв Гвіанського нагір'я на півдні Венесуели. Вони живуть на високогірних луках та серед скель, на висоті від 1450 до 2550 м над рівнем моря.